# HD57119
HD57119 — хімічно пекулярна зоря спектрального класу B9, що має видиму зоряну величину в смузі V приблизно  8,8.
Вона  розташована на відстані близько 1583,3 світлових років від Сонця.

## Фізичні характеристики
Телескоп Гіппаркос зареєстрував фотометричну змінність  даної зорі з періодом    1,64 доби в межах від  Hmin= 8,79 до  Hmax= 8,64.

## Пекулярний хімічний склад
Зоряна атмосфера HD57119 має підвищений вміст 
Si
.